# Jan Scotus Eriugena

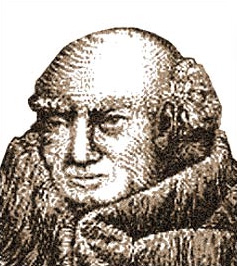
Eriugena. Vyobrazení z irské bankovky.

Jan Scotus Eriugena nebo Erigena (asi 810/815–877) byl filozof a teolog irského původu, nejvýznamnější myslitel karolinské renesance. Eriugena působil ve Francii na dvoře Karla Holého. Jeho význam spočívá především v další aplikaci novoplatónismu na křesťanské myšlení a v tom, že přeložil do latiny spisy Pseudo-Dionysia Areopagity.

## Život
Stejně jako je tomu u většiny středověkých filozofů, ani o Eriugenově životě nemáme mnoho informací. Jméno Scotus v jeho době znamenalo nejen skotský, ale také irský či galský. Přízvisko Eriugena si zvolil dle své vlasti: znamená zrozen Irskem. Na pozvání Karla Holého přišel po roce 845 do Francie, kde snad zůstal až do své smrti. Dle některých pramenů byl ubodán mnichy, kteří nenáviděli učenost.

## Myšlení a dílo
Ve Francii byl Eriugena požádán biskupem Hinkmarem z Remeše o vyvrácení Gottšalka, německého mnicha, jenž vyhrotil myšlenku predestinace a popíral svobodnou vůli. Eriugena se úkolu rád ujal, nicméně příslušný spis De divina praedestinatione zaskočil dobovou ortodoxii svou spekulativností a sylogistickou formou, přestože se odvolává na samého Augustina a jeho rané dílo De libero arbitro. Od té doby se Eriugena nezbavil podezření z heterodoxie; již v letech 855 a 859 byly jeho názory odsouzeny církevními koncily.

### Překlad Pseudo-Dionysia Areopagity
Zatímco řecký křesťanský platónismus na rozdíl od latinského čerpal myšlenkové motivy také z pohanských nauk, inspirace evropského Západu se víceméně zastavila u Porfyria a jeho spisu Eisagogé. Ve středověké západní Evropě byla znalost řečtiny mimořádnou výjimkou, mezi něž Eriugena patřil. Proto bylo uvedení areopagitik do latinského prostředí převratnou událostí, neboť jejich autor, neznámý Pseudo-Dionysios Areopagita, čerpal nejen z řeckých Otců (zejm. Řehoř z Nyssy), ale také z Plótina a především Prokla. Dionysiovy novoplatónské motivy tak působily i na převážně aristotelskou scholastiku a později zejména na křesťanskou mystiku a na renesanční filozofy; v neposlední řadě jimi byl silně zasažen sám Eriugena.

### Periphyseon
V době, kdy Eriugena překládal Dionysia, měl již rozepsáno vlastní hlavní dílo, spis Periphyseon (z řec. peri fyseón – o přírodě/přirozenosti), který je však známý spíše pod latinským názvem De divisione naturae. Zde Eriugena předkládá rozdělení přírody do čtyř skupin, z nichž první tři nacházíme již v novoplatónismu či u Augustina, avšak čtvrtá je Eriugenovo novum:
1) co není stvořené a tvoří – Bůh „bez počátku“, jakožto první příčina
2) co je stvořené a tvoří – inteligibilní svět idejí
3) co je stvořené a netvoří – smyslový svět
4) co není stvořené a netvoří – Bůh jakožto finální příčina; k němu vše směřuje a do něj se vrací; „božský kruh“ se uzavírá.

### Vycházení z Boha a návrat všeho k Bohu
Eriugenova teologie, resp. onto-teologie se vyznačuje do té doby nevídaným využitím dialektiky. Její principy irský myslitel ztotožňuje s pojmy proodos a epistrofé, (vycházení a návrat), známé z novoplatónské tradice. Tak jako se Bůh zjevuje, tj. vychází ve svých teofaniích, tak se celek jsoucího dělí na rody a druhy a následně se vrací. Vše je stopami Boží přirozenosti; Eriugena dospívá k pojetí Boha, který (slovy L. Karfíkové) „se děje a je tvořen v procesu světa. Ve všem, co tvoří, je tvořen a sám se děje a obsahuje vše, v čem je tvořen a v čem se děje.“

## Dějinné místo Eriugenovy filozofie
O Eriugenovi bylo řečeno, že „píše latinsky, ale myslí řecky“ a že je posledním plodem onoho ramene antické filozofie společné pohanům a křesťanům (J. Jolivet); to znamená, že pokračuje v christianizaci platónismu (či v platonizaci křesťanství), čímž je blízký např. Boëthiovi.
V období vrcholného středověku (1210, 1225) byl Eriugena posmrtně obviněn z panteismu a jeho učení zakázáno a zařazeno na Index zakázaných knih; přesto působil na pozdější platónsky orientované myslitele, zejména Mikuláše Kusánského a jeho prostřednictvím na přední filozofy renesance (Pico della Mirandola a další), u kterých nacházíme Eriugenovu myšlenku, že právě v člověku (mikrokosmu) se nejlépe vyjevuje dokonalost universa makrokosmu.

### České a slovenské překlady
- ERIUGENA, Jan Scotus. Homilie a Komentář k Janovu evangeliu, přel. I. Zachová, Praha: Vyšehrad 2005.
- MARTINKA, Jaroslav, ed. a HRUŠOVSKÝ, Igor, ed. Antológia z diel filozofov Sv. 3., Patristika a scholastika. Bratislava: Pravda, 1975. 545 s. [Výňatky ze spisu De divisione naturae (Perifphyseon) ve slovenském překladu jsou na str. 165–195.]